# Miletus oichalia
Miletus oichalia är en fjärilsart som beskrevs av Hans Fruhstorfer 1913. Miletus oichalia ingår i släktet Miletus och familjen juvelvingar. Inga underarter finns listade i Catalogue of Life.